# Papuaphiloscia rennelli
Papuaphiloscia rennelli är en kräftdjursart som beskrevs av Albert Vandel1973. Papuaphiloscia rennelli ingår i släktet Papuaphiloscia och familjen Philosciidae. Inga underarter finns listade i Catalogue of Life.